# Flensburger Brauerei

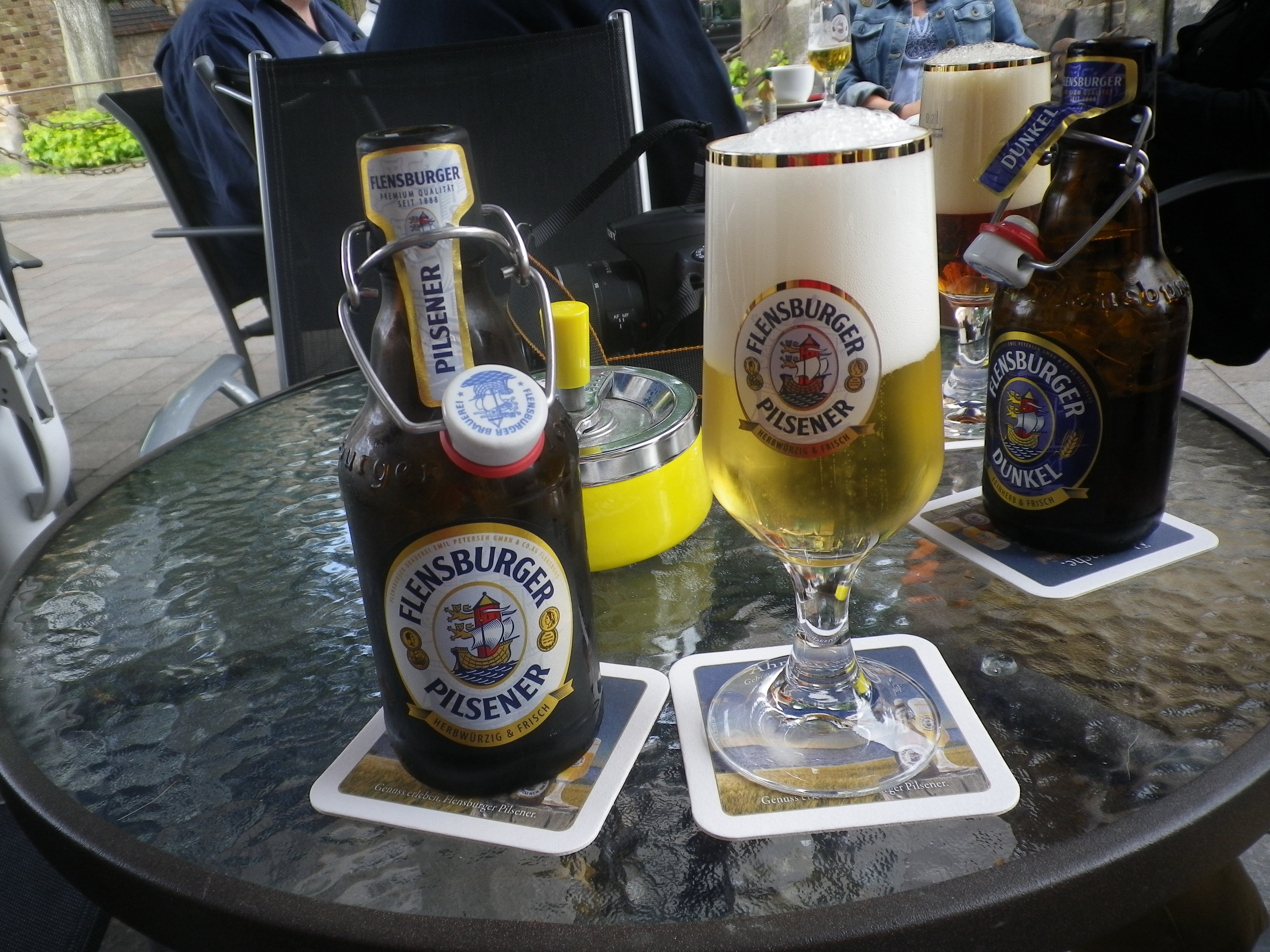
Flensburger Pilsener

Flensburger Brauerei is een brouwerij uit (en vernoemd naar) Flensburg, in de deelstaat Sleeswijk-Holstein, Duitsland.
De brouwerij werd op 6 september 1888 opgericht door vijf inwoners van Flensburg. Tegenwoordig is de brouwerij grotendeels nog in familiebezit.
Het is een van de laatste landelijke brouwerijen die geen deel uitmaken van een grotere brouwerijgroep.

## Assortiment
Alle Flensburger-producten worden gebotteld in beugelflessen. Het assortiment bieren en andere producten omvat het volgende:
- Flensburger Pilsener - (4,8% alc.)
- Flensburger Gold - (4,8% alc.)
- Flensburger Dunkel - (4,8% alc.)
- Flensburger Weizen - (5,1% alc.)
- Flensburger Kellerbier - (4,8% alc.)
- Flensburger Edles Helles (5,4% alc.)
- Flensburger Winterbock - (7,0% alc.)
- Flensburger Frühlingsbock - (6,9% alc.)
- Flensburger Frei
- Flensburger Malz
- Flensburger Radler - (2,4% alc.)
- Flensburger Biermix "Lemongrass" - (2,4% alc.)
- Flensburger Biermix "Blutorange-Grapefruit" (2,4% alc.)
- Flensburger Wasser
- Flensburger Fassbrause

## Trivia
- De Flensburger-bieren worden in de volksmond gewoon Flens of Flasch-flens genoemd.